# Sapoba agrippa
Sapoba agrippa är en insektsart som beskrevs av Rauno E. Linnavuori och Al-ne'amy 1983. Sapoba agrippa ingår i släktet Sapoba och familjen dvärgstritar. Inga underarter finns listade i Catalogue of Life.